# Reederei Rudolf Schepers
Die Reederei Rudolf Schepers Bereederungs GmbH ist eine deutsche Familienreederei in Haren an der Ems.

## Geschichte
Die Reederei wurde von Kapitän Rudolf Schepers (1957–2021) in dritter Generation geführt. Sein Großvater Rudolf Schepers (* 1875) betrieb bereits die Pünte Haren 76, das Schleppschiff Thekla und die Motorsegler Rudolf, Thea und Hans. Sein Sohn Rudolf Schepers (* 1915) ließ die Küstenmotorschiffe Rudolf Schepers und Johann Schepers sowie das Binnenschiff Thekla Schepers bauen.
Kapitän Rudolf Schepers trat im Jahr 1989 aus der Thekla Schepers KG aus und gründete die Rudolf Schepers KG. 1990 erwarb er von der Schiffswerft Detlef Hegemann Rolandwerft in Berne einen Containerschiffsneubau, weitere Containerschiffe folgten von der Rolandwerft, der Sietas-Werft in Hamburg und der Peene-Werft in Wolgast.
Zurzeit bereedert Schepers mehrere Containerschiffe.

## Flotte (Auswahl)
| Schiffe der Reederei Rudolf Schepers | Schiffe der Reederei Rudolf Schepers | Schiffe der Reederei Rudolf Schepers | Schiffe der Reederei Rudolf Schepers | Schiffe der Reederei Rudolf Schepers | Schiffe der Reederei Rudolf Schepers                                            | Schiffe der Reederei Rudolf Schepers                                                                       |
| Bauname                              | Schiffsart                           | Bauwerft Baunummer                   | IMO-Nummer                           | Ablieferung                          | Auftraggeber                                                                    | Umbenennungen und Verbleib                                                                                 |
| ------------------------------------ | ------------------------------------ | ------------------------------------ | ------------------------------------ | ------------------------------------ | ------------------------------------------------------------------------------- | --- |
| Christopher                          | Küstenmotorschiff                    | Schiffswerft Detlef Hegemann         | 8919843                              | 1990                                 | Reederei Rudolf Schepers, Haren-Ems                                             | 2005 verkauft und umbenannt Fairdeal, 2009 Sun Leader, 2011 Olza, so in Fahrt                              |
| Navaro                               | Küstenmotorschiff                    | Jansen-Werft, Leer / 185             | 8324646                              | 30. Juni 1984                        | Hubert Schepers Elberna, Haren-Ems                                              | 1993 angekauft und umbenannt Svendborg, 1996 verkauft, 2004 Agat, 2011 Amira Joy, 2014 Azra S, so in Fahrt |
| Borussia Dortmund                    | Containerschiff                      | J. J. Sietas, Hamburg                | 9162681                              | 1998                                 | Reederei Rudolf Schepers, Haren-Ems                                             | November 2015 verkauft, Alasa, so in Fahrt                                                                 |
| Leni                                 | Containerschiff                      | Detlef Hegemann Rolandwerft, Berne   | 9328637                              | 2005                                 | Leni Schepers/Reederei Rudolf Schepers, Haren-Ems                               | in Fahrt als Maersk Rome, 2008 Frederik, so in Fahrt                                                       |
| Aurora                               | Containerschiff                      | J. J. Sietas, Hamburg / 1128         | 9234989                              | 4. August 2001                       | Reederei Rudolf Schepers KG, MS Aurora, Reederei Rudolf Schepers, Haren-Ems     | so in Fahrt                                                                                                |
| Margaretha                           | Containerschiff                      | J. J. Sietas, Hamburg / 1192         | 9234989                              | 28. September 2001                   | Reederei Rudolf Schepers KG, MS Margaretha, Reederei Rudolf Schepers, Haren-Ems | 2007 verkauft und umbenannt Jork, so in Fahrt                                                              |
| Christopher                          | Containerschiff                      | P+S Werften, Wolgast                 | 9359260                              | 2008                                 | Reederei Rudolf Schepers, Haren-Ems                                             | 2022 verkauft, Judith, so in Fahrt                                                                         |
| Lloyd’s Register, equasis.org        |                                      |                                      |                                      |                                      |                                                                                 | |